# Demetrius Constantine Dounis

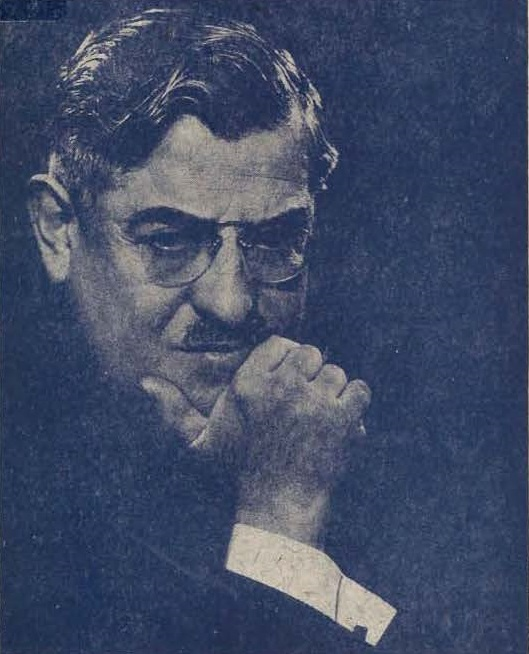
Demetrius Constantine Dounis

Demetrius Constantine Dounis (Atene, 7 dicembre 1886 – Hollywood, 13 agosto 1954) è stato un violinista e docente statunitense di origine greca.

## Biografia
Demetrios Constantine Dounis (Δημήτριος Κωνσταντίνος Δούνης), noto come D.C. Dounis, fu un insegnante di violino e di tecnica degli strumenti ad arco, così come violinista, violista e mandolinista. Poche informazioni sono legate sulla biografici e sulla formazione di Dounis, a partire dalla data di nascita variamente indicata come 1886, 1893, o 1894. Effettuò il suo primo recital di violino all'età (dichiarata) di 7 anni, e poi si esibì negli Stati Uniti come mandolinista a 14 anni.
Dounis studiò il violino con Armand Marsick al Conservatorio di Atene e, in seguito, con František Ondříček a Vienna e con César Thomson a Parigi. Studiò inoltre teoria con Albert Lavignac a Parigi.
Su richiesta di suo padre, svolse anche studi di medicina ad Atene e a Vienna, trovando un particolare interesse in neurologia e psichiatria. Nel 1919, dopo aver prestato servizio nell’esercito greco durante la guerra, fu nominato professore di violino al Conservatorio di Salonicco su raccomandazione di Alexandros Kazantzis. Licenziato per ripetute assenze nel 1922, Dounis decise di emigrare negli Stati Uniti. 
Dounis concentrò la sua attività sul 'trattamento' di musicisti professionisti provenienti dalle più importanti orchestre statunitensi. Nel suo studio ricevette anche alcuni fra i più prestigiosi concertisti dell'epoca, fra i quali William Primrose, Jascha Heifetz, e Joseph Szigeti. Fonti biografiche riportano che nel corso della sua attività didattica, Dounis preferiva lavorare con un musicista per almeno sei mesi, osservando la tecnica del musicista, ponendo domande e inventando nuovi esercizi per affrontare il problema. Dounis pubblicò diversi fascicoli di didattica violinistica. Nel volume The Artist's Technique of Violin Playing, Dounis sottolinea l'importanza degli esercizi di spostamento e degli esercizi per le dita. Questi dovevano sviluppare la ‘mappa’ mentale del musicista all'inizio della pratica, dopodiché gli esercizi sarebbero stati più efficaci.

## Scritti
- Paganini's Secret[7]
- Theoretischer Teil, in Franz Ondříček und Dr S. Mittelmann, Meistertechnik des Violinspiels, Lipsia, Peters, 1909, pp. 1-87

## Composizioni
- Rêve Oriental, per mandolino solo, Parigi, F. Landry Berthoud, 1911 [Il pezzo porta la dedica in italiano Alla nobile Signorina Calace]

## Fascicoli di tecnica violinistica e violistica
- The Artist's Technique of Violin Playing, op. 12, New York, Carl Fischer, 1921 [81 pp.]
- Preparatory Studies in Thirds and Fingered Octaves, op. 16, 2 voll., Londra, Strad, 1924
- The Absolute Independence of the Fingers, 2 voll., op. 15, Londra, Strad, 1924
- Fundamental Trill Studies, op. 18, Londra, Strad, 1925
- The Dounis Violin Player’s Daily Dozen, op. 20, New York, Harms, 1925
- The Staccato, op. 21, Londra, Strad, 1925
- Preparatory Studies in Octaves and Tenths on a Scientific Basis, op. 22, 2 voll., Vienna, Universal edition, 1928
- Fundamental Technical Studies for the Young Violinist, op. 23, Philadelphia, Presser, 1935
- New Aids to the Technical Development of the Violinist, op. 27, Londra, Strad, 1935
- Paganini’s Moto Perpetuo in Fingered Octaves,  Londra, Strad, 1936
- Specific Technical Exercises for Viola, op. 25, New York, Carl Fischer, 1941
- Studies in Chromatic Double-Stops, op. 29, New York, Carl Fischer, 1942
- The Higher Development of Thirds and Fingered Octaves, op. 30, New York, Carl Fischer, 1944
- Advanced Studies for the Development of the Independence of the Fingers, op. 33, New York, Mills Music, 1945
- Chopin Étude, for violin in Tenths, op. 25 No. 6, New York, Mills Music, 1945
- The Development of Flexibility, op. 35, New York, Mills Music, 1945
- Change of Position Studies, op. 36, New York, Mills Music, 1947
- Essential Scale Studies, op. 37, New York, Mills Music, 1947

## Incisioni discografiche
Una straordinaria versione per mandolino del Notturno Op. 9, Nr. 2 di Chopin-Sarasate, suonata da “Dounis, Mandolinenvirtuose”  
(Odeon O-22913b) è accessibile a https://www.violinmatters.com/single-post/2018/06/12/Demetrios-Dounis

## Studenti violinisti, violisti e violoncellisti (selezione)
Claus Adam,  William Carboni, John Corigliano Sr., Sybil Eaton, Leona Flood, Stuart Kanin, Louis Kievman, Samuel Kissel, Eva Kovachs, Valborg Leland, David Nadien, George Neikrug, Joseph Silverstein, Roman Totenberg, Paul Winter, Jeanette Dincin-Ysaÿe